# Aratinga
Aratinga is een geslacht van vogels uit de familie van de Psittacidae (papegaaien van Afrika en de Nieuwe Wereld). De wetenschappelijke naam van het geslacht is voor het eerst geldig gepubliceerd in 1824 door Spix.

## Soorten
De volgende soorten zijn bij het geslacht ingedeeld:
- Aratinga auricapillus – Goudkaparatinga
- Aratinga jandaya – Jendayaparkiet
- Aratinga maculata – Zwavelborstparkiet
- Aratinga nenday – Nandayparkiet
- Aratinga solstitialis – Zonparkiet
- Aratinga weddellii – Weddells aratinga